# Stichting Industrieel Erfgoed Leiden
De Stichting Industrieel Erfgoed Leiden (STIEL) is een organisatie  die zich op basis van vrijwilligers bezig houdt met het industrieel erfgoed in de Nederlandse stad Leiden, en omstreken. STIEL is lid van de Stichting Federatie Industrieel Erfgoed Nederland (FIEN). 

## Oprichting en activiteiten
De stichting is in 1987 opgericht. De oprichters waren Henk Budel (later erevoorzitter van STIEL) en Heiko Tjalsma. Vooral in de jaren 80 en 90 was de stichting zeer actief en inventariseerde met haar leden vrijwel al het industrieel erfgoed in Leiden, in de tijd dat ontwikkelaars en gemeenten sloop nog als de beste oplossing zagen. Als toonaangevende organisatie wist STIEL veel industrieel erfgoed te behoeden voor dit lot. De activiteiten van STIEL bestonden uit het in kaart brengen, documenteren, onderzoeken en fotograferen van het industrieel erfgoed om daarna de verzamelde gegevens via publicaties, tentoonstellingen naar buiten te brengen. Ook draagt STIEL nieuwe monumenten voor bij de gemeente, of tekent bezwaar aan bij mogelijke sloop. 
Kenmerk van STIEL is dat zij een lobby voor erfgoed initieerde vanuit een constructieve en samenwerkende houding. Ze werkte daarbij ook veel samen met de Vereniging Oud Leiden, die door STIEL gevoed werd met informatie, waarmee Oud Leiden de belangenbehartiging verder kon opzetten.

## STIELz
Vanaf 1987 gaf de stichting een eigen blad uit onder de naam Wielz, dat in 1990 verder ging onder de naam STIELz en tot en met 2014 in gedrukte oplage verscheen.

## 2014 - 2022
Hoewel de stichting nog een aantal jaar heeft bestaan, is STIEL ingekrompen sinds 2014, toen bestuursfuncties niet meer ingevuld konden worden. Ook het magazine verschijnt inmiddels niet meer en als gevolg daarvan slonk het aantal donateurs. De updates op de website zijn in 2018 gestaakt. Een deel van het archief van STIEL is inmiddels overgedragen aan FIEN. De erfenis van STIEL in Leiden blijft echter aanzienlijk. Dankzij STIEL is cultureel en industrieel erfgoed stevig bij de stadbestuurders tussen de oren gekomen en is de aandacht voor monumentenbehoud blijvend gebleken. In 2022 heeft STIEL zich opgeheven. Hier is aandacht aan besteed met een tentoonstelling die in samenwerking met Erfgoedcafe Leiden is opgezet. 

## Bekende projecten van STIEL
- De Meelfabriek
- De Watertoren
- De schoorsteen van Wasserij de Arend[3]
- Smederij van De Geijn, v/h smederij Van Velzen, Leiden